# Budynek przy ul. Generała Władysława Sikorskiego 37 w Szczecinie
Budynek przy ul. Sikorskiego 37 w Szczecinie – budynek użyteczności publicznej wybudowany w latach 1900–1901 w Szczecinie przy ulicy Generała Władysława Sikorskiego 37, na osiedlu Turzyn w dzielnicy Śródmieście, wpisany do rejestru zabytków nieruchomych województwa zachodniopomorskiego. Od początku służy celom oświatowym; w latach 1901–1944 mieściła się w nim szkoła budowy maszyn, a od 1946 r. kolejno Wydział Elektryczny Wyższej Szkoły Inżynierskiej, Politechniki Szczecińskiej i wreszcie Zachodniopomorskiego Uniwersytetu Technologicznego w Szczecinie.

## Historia

### Budowa
Gmach przy ówczesnej Friedenstraße 37 powstał w latach 1900–1901 dla Königliche Höhere Maschinenbauschule. Nazwisko autora projektu budynku nie jest znane. Według Rafała Makały projektantem mógł być szczeciński architekt Wilhelm Meyer-Schwartau, który zaprojektował sąsiedni budynek przy ul. Pułaskiego 10. Inna hipoteza wskazuje na ówczesnego miejskiego architekta Maxa Wolfganga Grube, którego podpisy widnieją pod rysunkami budynku i pod obliczeniami statystycznymi.
Prace budowlane powierzono przedsiębiorstwu należącemu do Theodora Blessa. W kwietniu 1900 r. na placu budowy postawiono baraki socjalne dla robotników. 11 maja tego samego roku miejski wydział budowlany zwrócił się do Policji Budowlanej z wnioskiem o wyrażenie zgody na wzniesienie budynku szkolnego. Nie uzyskano zezwolenia, lecz mimo to budowa została rozpoczęta (zgodę wydano dopiero 27 października 1900 r.). Stan surowy osiągnięto 21 stycznia 1901 r. Od czerwcu tego samego roku równolegle wznoszono także budynek warsztatów na dziedzińcu. 

### Okres Królewskiej Szkoły Budowy Maszyn

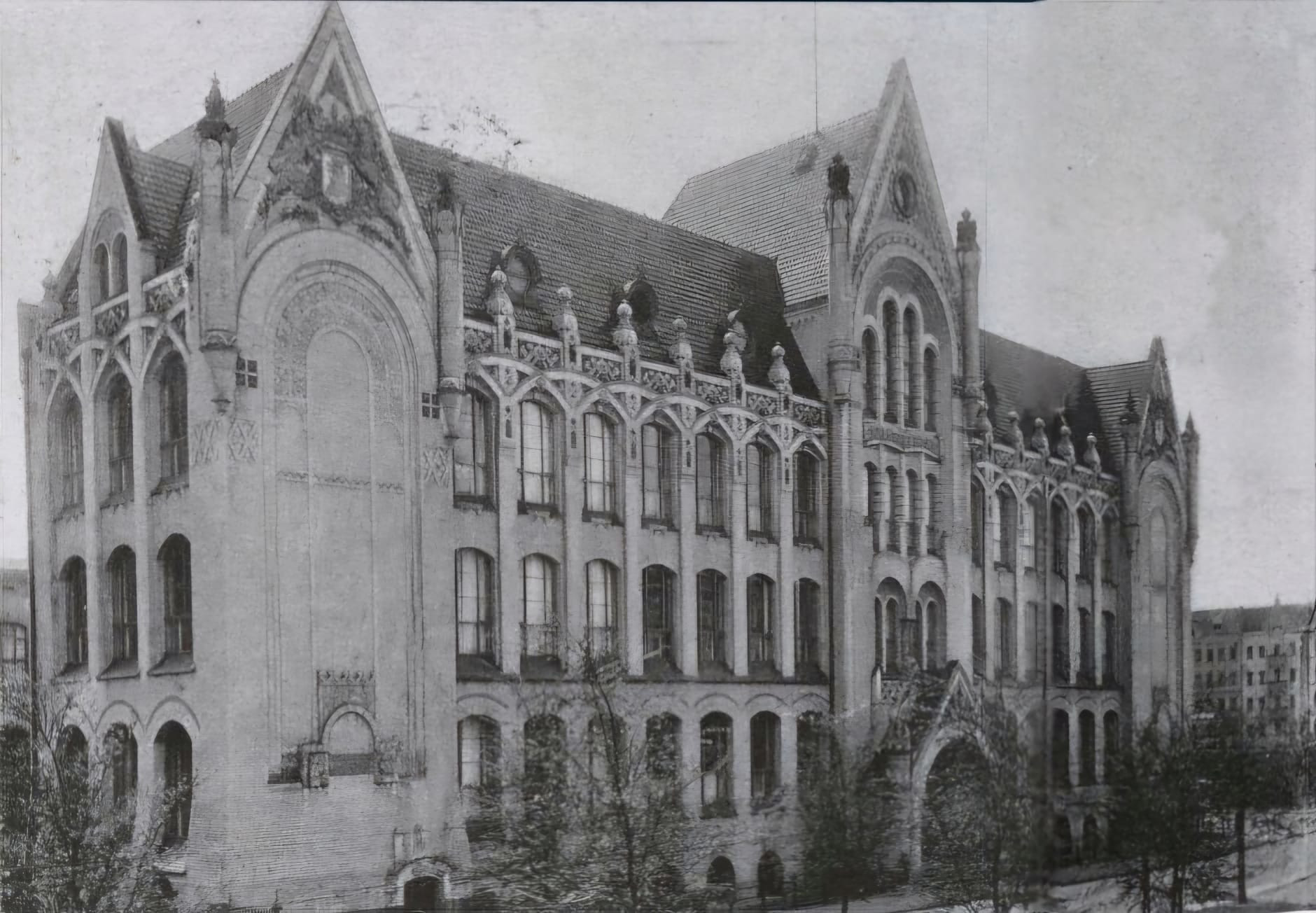
Königliche Höhere Maschinenbauschule

Gotowy budynek główny przekazano Królewskiej Szkole Budowy Maszyn na mocy zezwolenia z 4 października 1901 r.
Program nauczania w szkole obejmował dwa i pół roku zajęć, do wyboru był jeden z pięciu wydziałów: elektrotechniki, inżynierii okrętowej, lotnictwa, budowy maszyn, budowy okrętów. Kandydaci na uczniów szkoły musieli przystąpić do egzaminów wstępnych i spełnić wymóg minimum dwuletniego doświadczenia w pracy w przemyśle. W późniejszym czasie ofertę szkoły rozszerzono o zajęcia wieczorowe i kursy zawodowe.
Budynek warsztatów oddano do użytku nieco później, 2 czerwca 1902 r. W bliżej nieznanym czasie po lewej stronie od budynku głównego powstał jeszcze parterowy budynek toalet, współużytkowany przez szkoły mieszczące się po sąsiedzku w budynku przy ul. Pułaskiego 10. W 1911 r. nadbudowano o jedno piętro część budynku toalet położoną najbliżej ulicy Sikorskiego. W 1933 r. toalety przeniesiono a budynek przeznaczono na odlewnię, instalując w nim piec do wytapiania metalu wyprodukowany przez firmę Ölfeuerungs Fulmina. Cztery lata później nadbudowano tylną część budynku z przeznaczeniem na mieszkanie dozorcy.
Krótko przed wybuchem II wojny światowej nazwę szkoły zmieniono na Vereinigte Technische Staatslehranstalten für Schiffsingenieure und Seemaschinisten zu Stettin.

### Okres powojenny

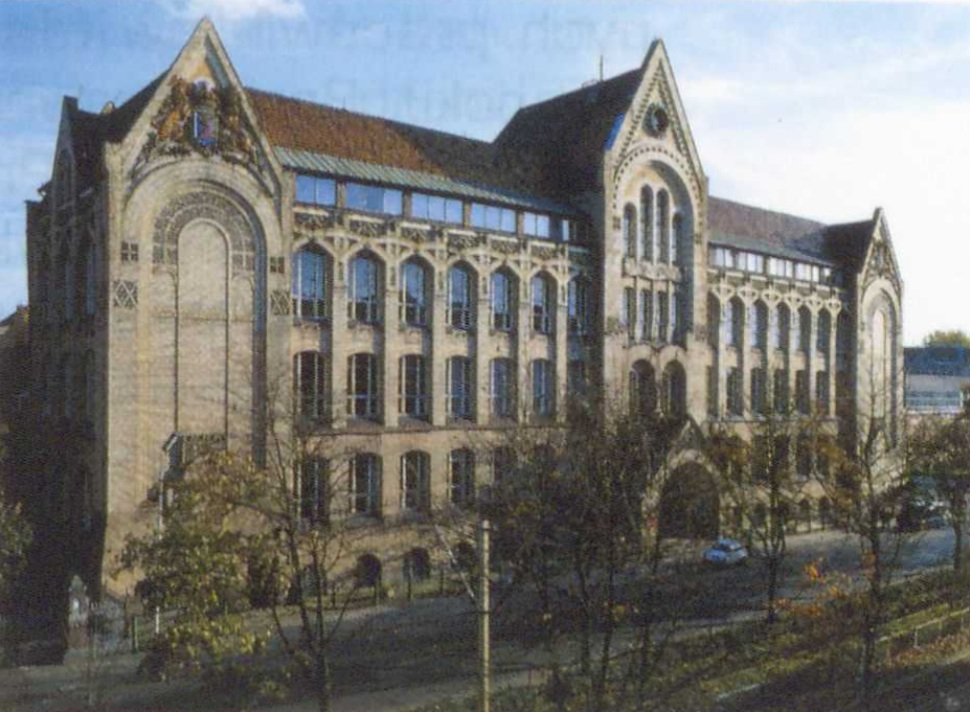
Wygląd budynku po przebudowie z 1969 r.

Budynek główny nie doznał szkód w czasie bombardowań Szczecina. Po II wojnie światowej został przeznaczony na pierwszą siedzibę nowo utworzonej Wyższej Szkoły Inżynierskiej w Szczecinie i jej Wydziału Elektrycznego. Pierwsze zajęcia odbyły się 18 lutego 1947 r. Dnia 1 września 1955 r. Wyższą Szkołę Inżynierską przemianowano na Politechnikę Szczecińską. Pod koniec lat 60. XX wieku elewację budynku uproszczono poprzez skucie sterczyn z ryzalitów od frontu i podwórza (z wyjątkiem dwóch na  środkowym ryzalicie od podwórza) i usunięcie zwieńczeń lizen. W tym czasie przebudowano też poddasze, likwidując okrągłe lukarny i wstawiając w ich miejscu rząd prostokątnych okien. 1 września 1970 r. budynek stał się siedzibą Instytutu Elektrotechniki, który powstał wskutek likwidacji dotychczasowego Wydziału Elektrycznego PS. 23 stycznia 1973 r. budynek na powrót zaczął pełnić funkcję siedziby reaktywowanego po ponad dwuletniej przerwie Wydziału Elektrycznego PS. 1 stycznia 2009 r. połączono Politechnikę Szczecińską z Akademią Rolniczą tworząc Zachodniopomorski Uniwersytet Technologiczny w Szczecinie, wskutek czego wydział mieszczący się w budynku zmienił nazwę na Wydział Elektryczny ZUT w Szczecinie. Około 2009 roku przeprowadzono remont klatki schodowej i korytarzy, dobudowano windę od podwórza oraz poddano konserwacji fasadę.

## Architektura
Budynek jest obiektem pięciokondygnacyjnym, krytym dachem dwuspadowym z dachówki ceramicznej w kolorze czerwonym. Całą fasadę pokrywa klinkierowa cegła w kolorze jasnożółtym. Elewacja frontowa jest 18-osiowa, symetryczna i posiada ryzalit środkowy oraz dwa ryzality boczne. Ryzality boczne pozbawione są okien, natomiast w ryzalicie głównym umieszczono 4 osie. Pomiędzy ryzalitem głównym a bocznymi znajduje się po 7 osi. Ryzality wieńczą trójkątne szczyty. Pierwotnie wystrój każdego ze szczytów ryzalitów wzbogacały boczne sterczyny, które usunięto podczas modernizacji dachu w latach 60. XX wieku. Szczyty ryzalitów bocznych wyróżniają się płaskorzeźbami. Przedstawiają one wielki herb Szczecina z ukoronowaną tarczą herbową trzymaną przez dwa lwy. Oprócz tego wystrój ryzalitów bocznych składa się z blend i ornamentów z motywami roślinnymi. Szczyt głównego ryzalitu jest najwyższy. Wstawiono w nim cztery łukowate okna i jedno okrągłe w najwyższej części. Pomiędzy drugim a trzecim piętrem ryzalit zdobi wstęga, na której pierwotnie znajdowała się skrócona niemiecka nazwa szkoły „Königl. Maschinenbauschule” (współcześnie na wstędze znajduje się napis „Wydział Elektryczny”).
Główne wejście do budynku znajduje się w ganku przylegającym do ryzalitu głównego. Do dwuskrzydłowych drewnianych drzwi prowadzą czterostopniowe kamienne schody. Posadzka ganku wyłożona jest oryginalnymi kafelkami. Ganek wieńczy trójkątny szczyt z płaskorzeźbą przedstawiającą wawrzyn płożący się pod regulatorem Watta i kołem zębatym. Po bokach szczytu umieszczono okazałe rzeźby gryfów z rozpostartymi skrzydłami. Dodatkowo w lewym ryzalicie bocznym umiejscowiono pomocnicze wejście w formie niewielkich dwuskrzydłowych drzwi ujętych w portal.
Osie elewacji pomiędzy ryzalitem głównym a ryzalitami bocznymi wyróżniają się łukowatymi oknami, przy czym długość łuku okien piwnicznych jest większa niż w oknach wyższych kondygnacji. Na wysokości pierwszego i drugiego piętra okna rozdzielono lizenami. Ponad oknami drugiego piętra zaprojektowano dekorację w formie przecinających się łuków. Lizeny na wysokości poddasza zaakcentowano zwieńczeniami. Przed przebudową poddasze posiadało po trzy okrągłe lukarny między ryzalitem głównym a bocznymi. Na poziomie ulicy przestrzeń pomiędzy ryzalitem głównym a bocznymi wypełniono przedogródkami i ogrodzono metalowym płotem.
Fasady boczne budynku są trzyosiowe i mają wystrój analogiczny do fasady frontowej. Środkowe osie fasad bocznych wieńczą trójkątne szczyty z okienkami doświetlającymi poddasze.
Wewnątrz budynku przetrwała oryginalna stolarka drzwiowa oraz wystrój sztukatorski korytarzy. Poszczególne kondygnacje połączono schodami z murowaną balustradą (z wyjątkiem najwyższej kondygnacji, na której balustrada jest kuta). Na półpiętrach balustrady zaakcentowano kolumnami z głowicami o motywach roślinnych.

## Galeria

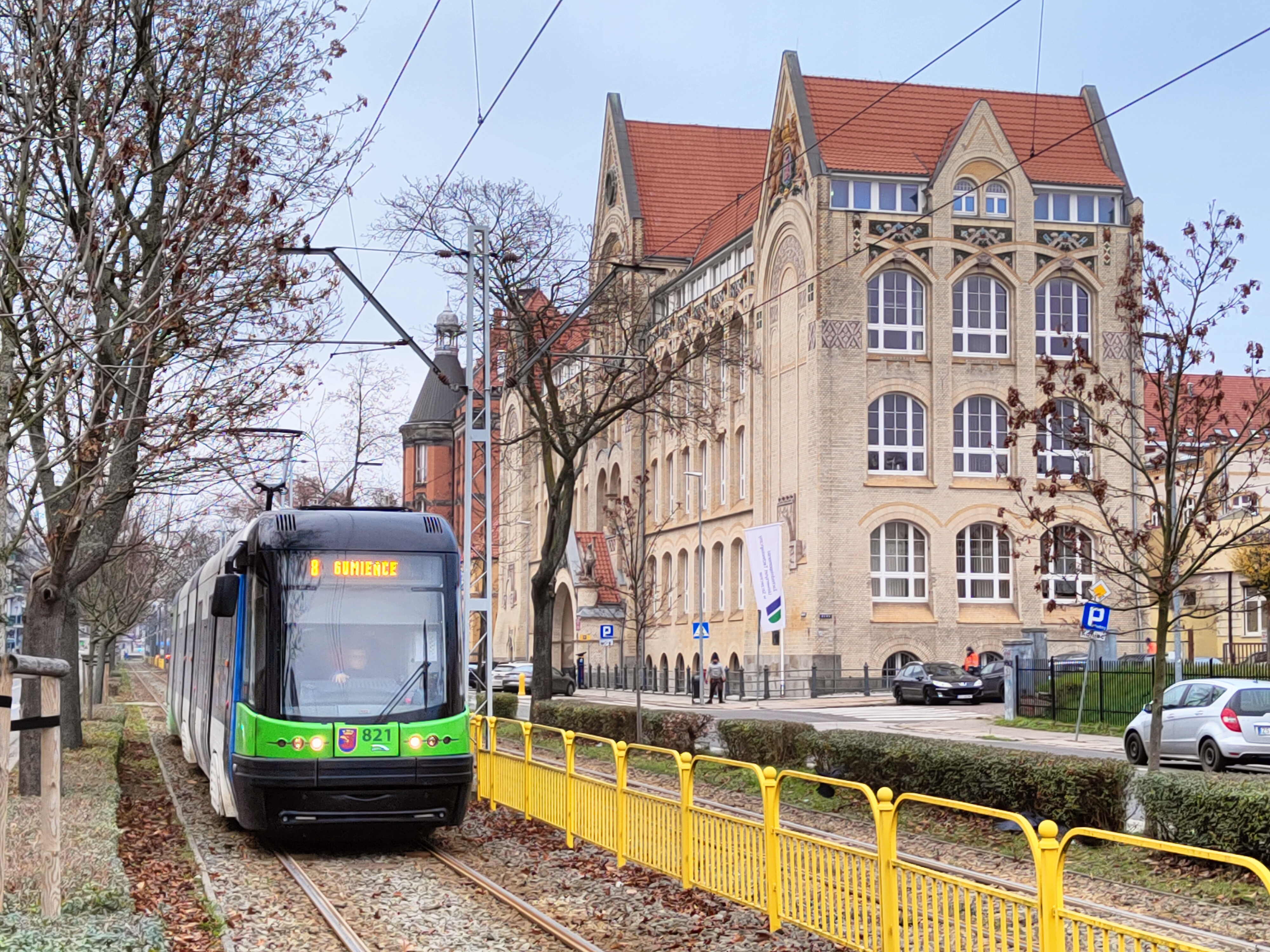
Tramwaj Pesa 120NaS2 Swing przed budynkiem
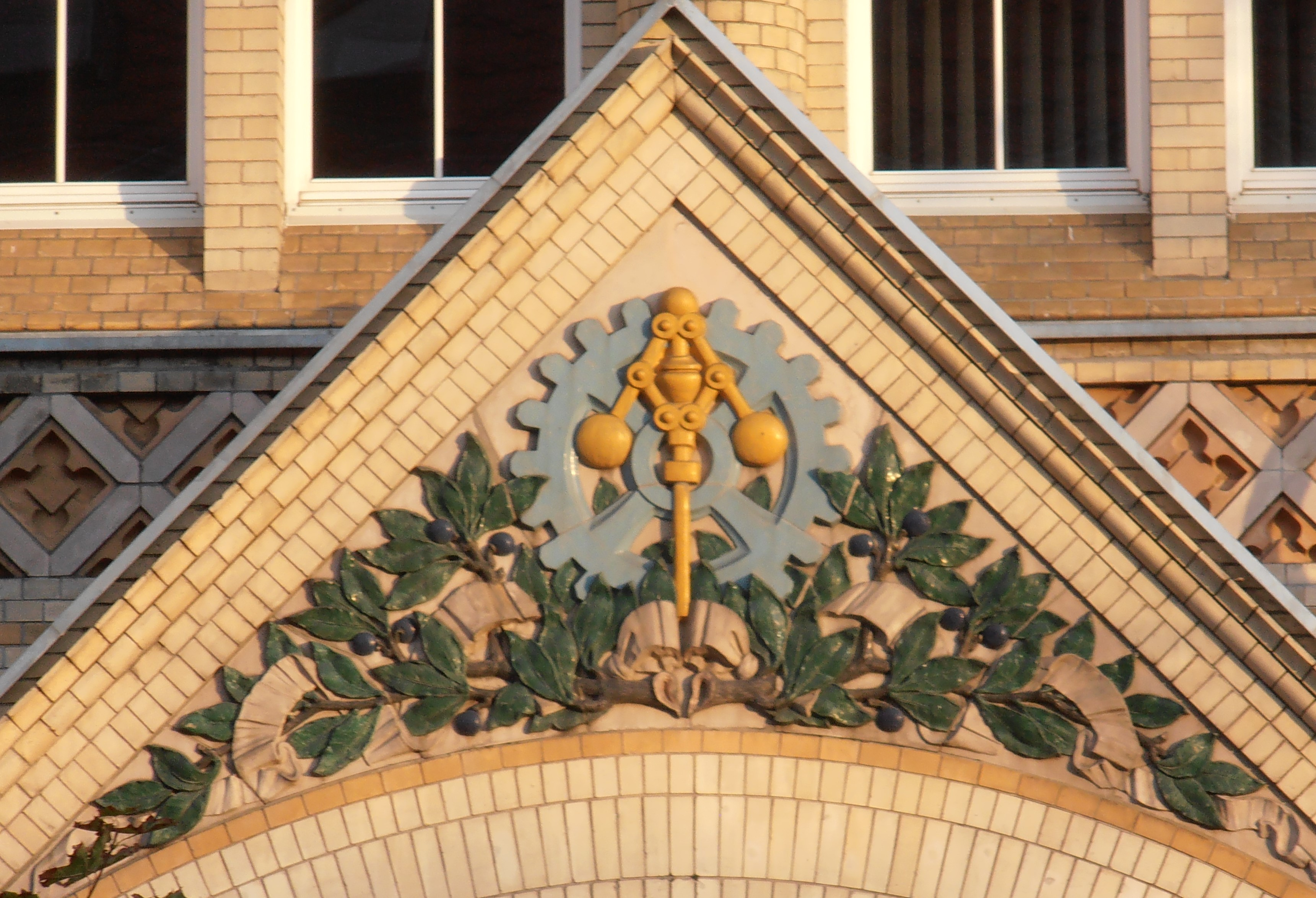
Regulator Watta z kołem zębatym i wawrzynem – płaskorzeźba na ganku
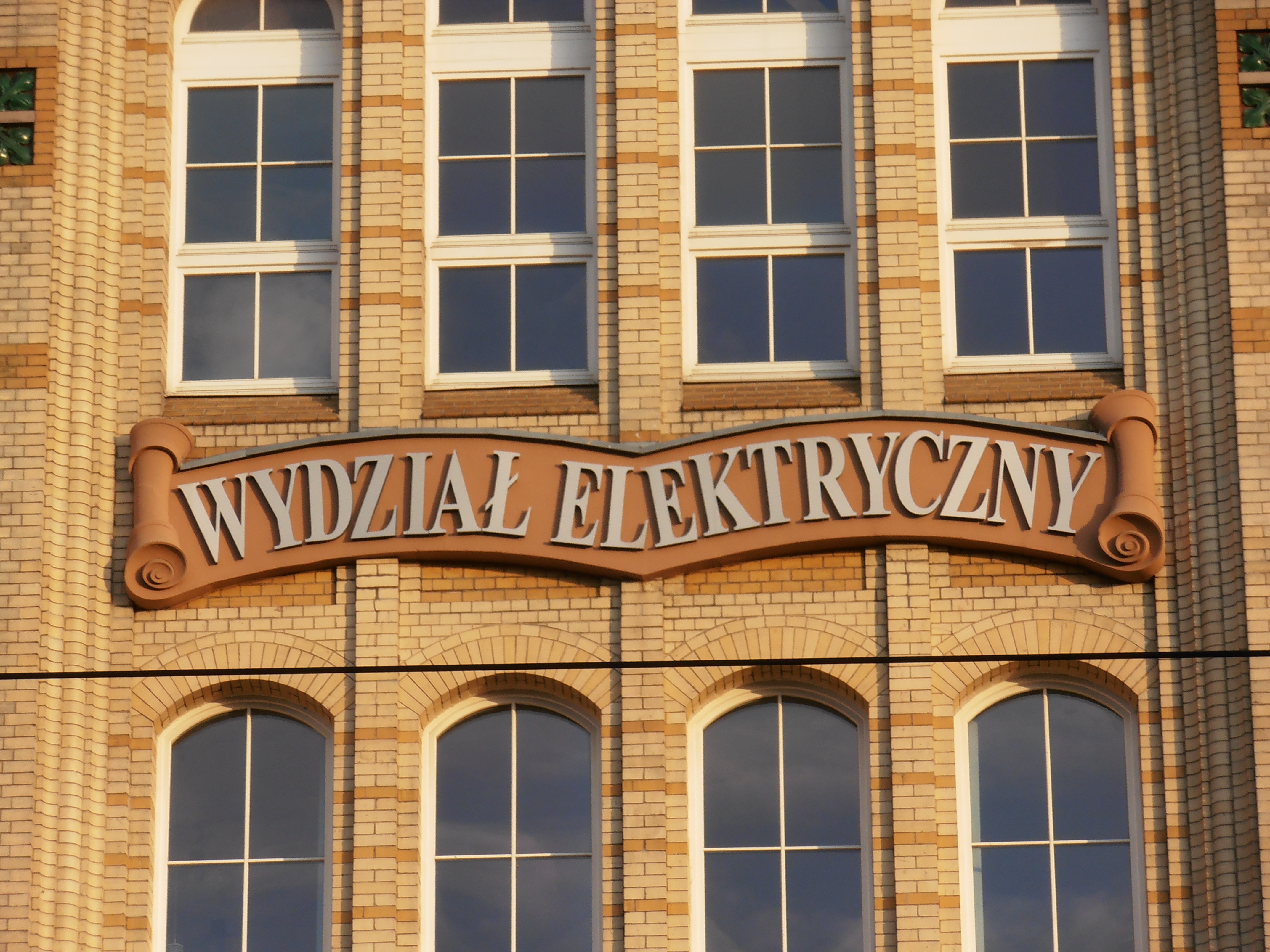
Wstęga na ryzalicie głównym
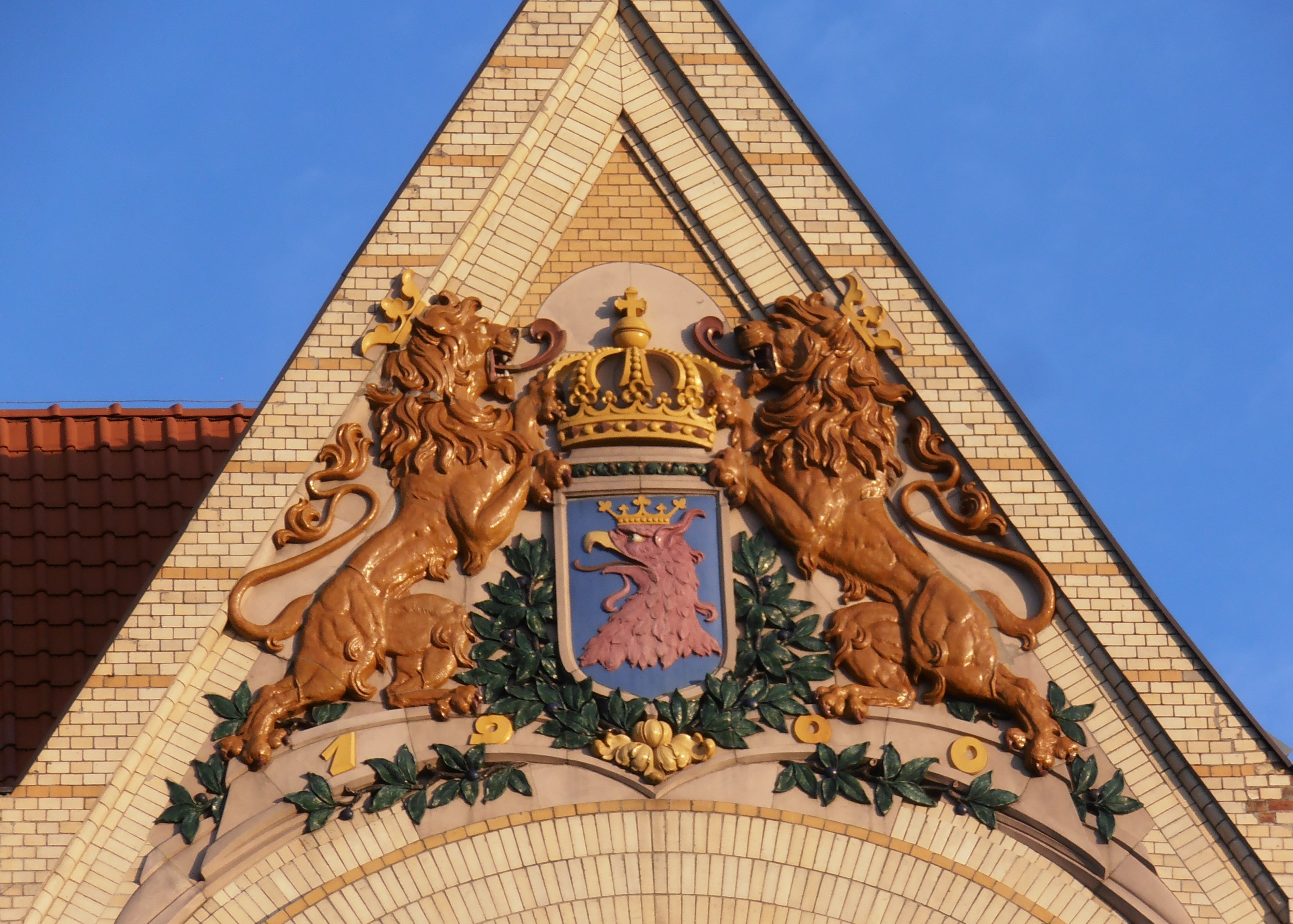
Jedna z dwóch płaskorzeźb z wielkim herbem Szczecina
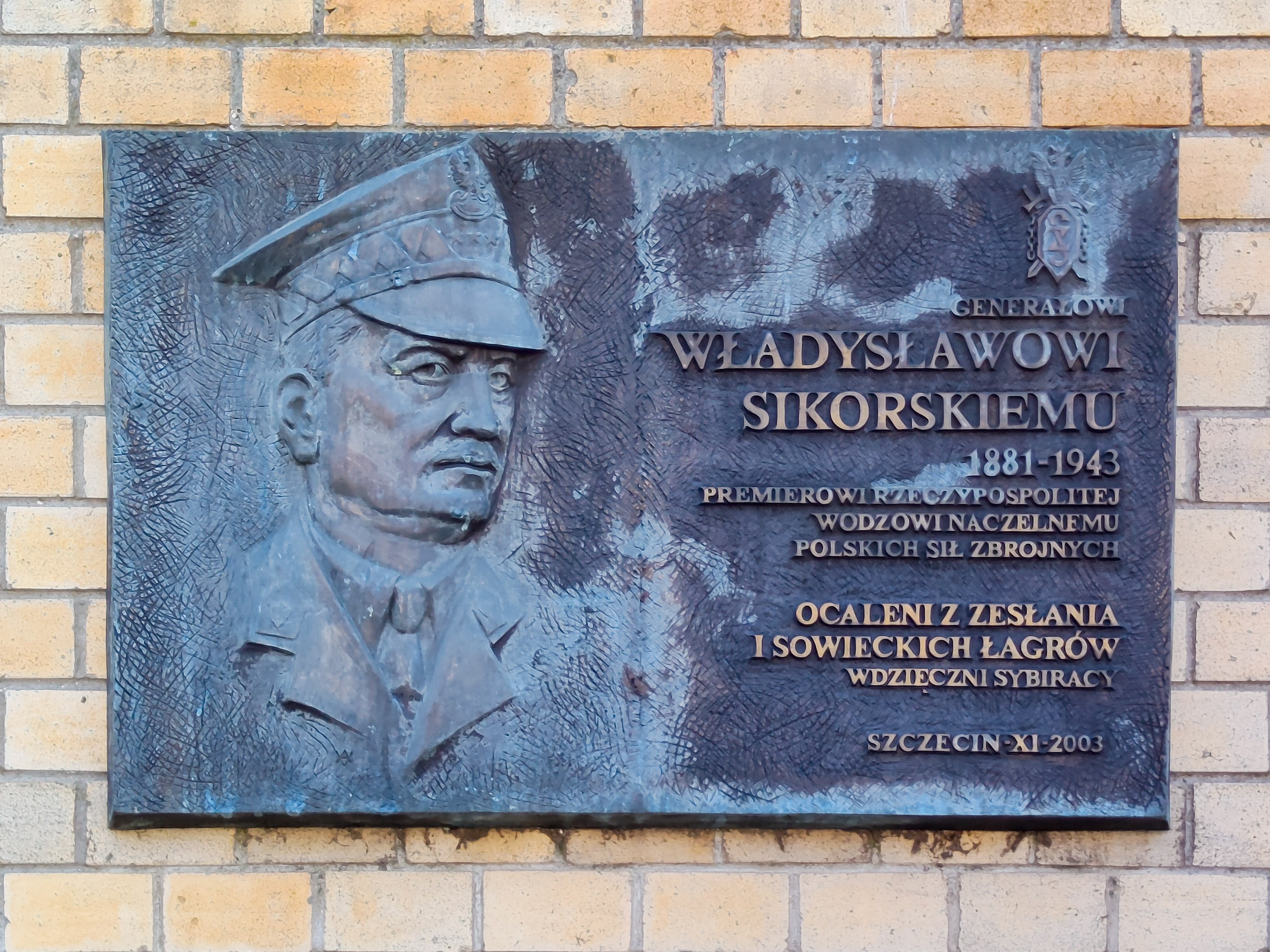
Tablica pamiątkowa poświęcona generałowi Władysławowi Sikorskiemu
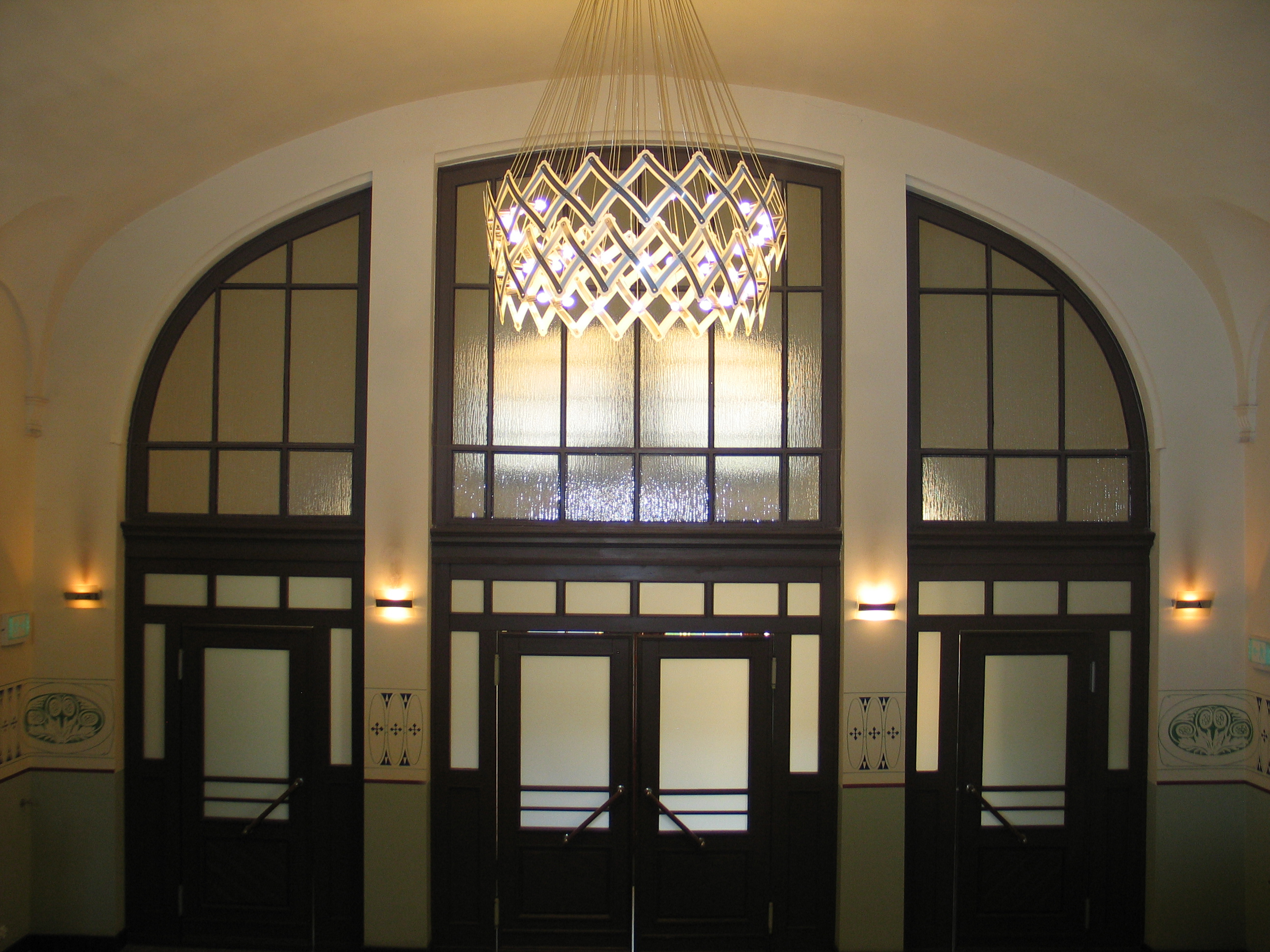
Fragment holu na parterze